# Christo Wakarelski

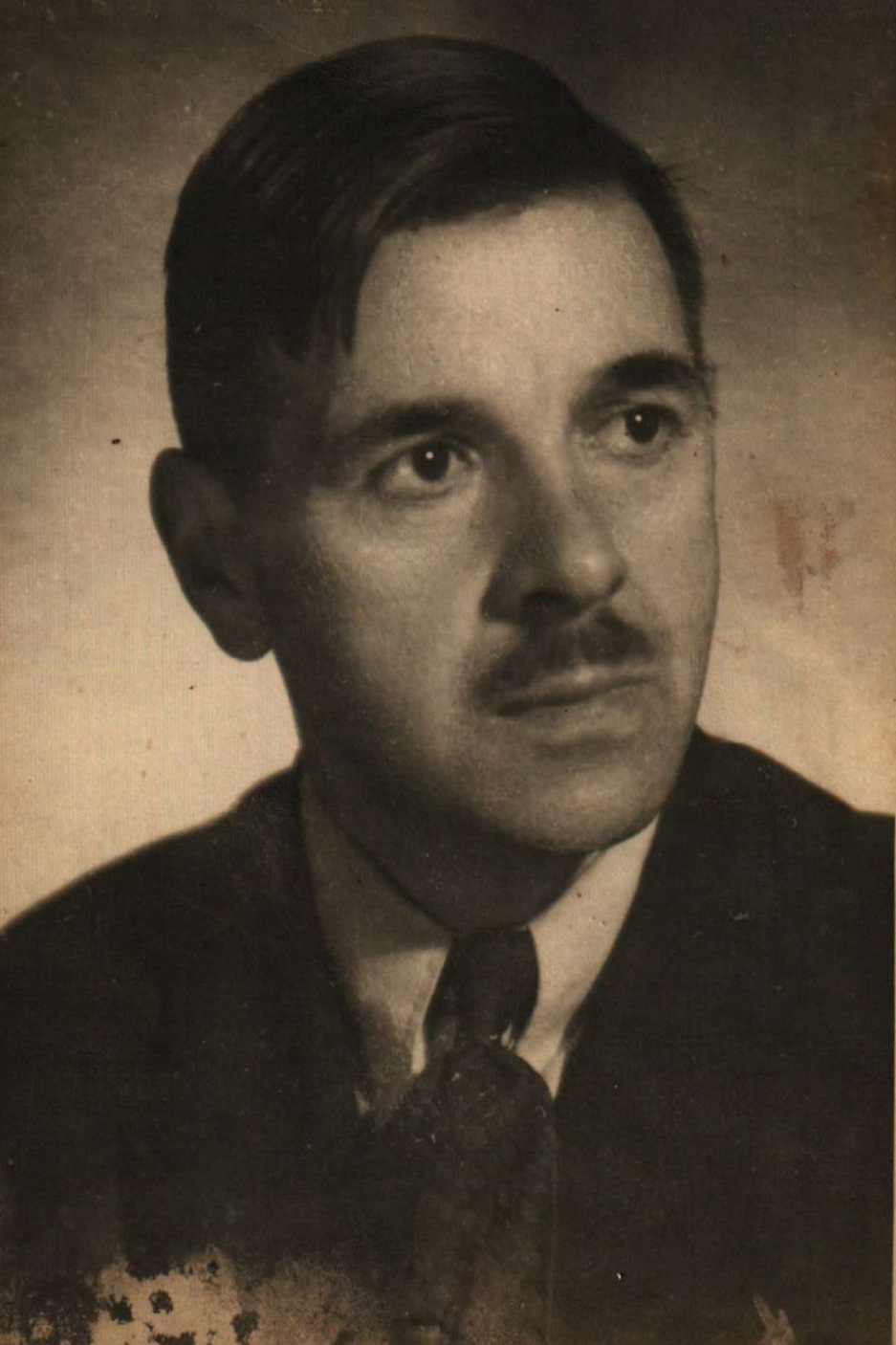
Christo Wakarelski, vor 1945

Christo Tomow Wakarelski (bulgarisch Христо Томов Вакарелски; * 15. Dezember 1896 in Momina Klissura; † 26. November 1979 in Sofia) war ein bulgarischer Ethnograph.
Wakarelski studierte an der Universität Sofia Slawistik. In den Jahren 1926/1927 setzte er seine Studien spezialisierend in Warschau fort. In seinen wissenschaftlichen Arbeiten befasste er sich mit der materiellen und geistigen Volkskultur, Volkskunst und Folklore.

## Werke (Auswahl)
- Bulgarische Volkskunde, 1969